# Batman: Arkham Asylum
Se procura o romance gráfico, consulte Arkham Asylum: A Serious House on Serious Earth
Batman: Arkham Asylum é um jogo eletrônico de Ação-Aventura e Stealth baseado na série de quadrinhos Batman da DC Comics. Foi desenvolvido pela Rocksteady Studios e publicado pela Eidos Interactive em conjunto com a Warner Bros. Interactive Entertainment e a DC Comics para PlayStation 3 e Xbox 360 em 25 de Agosto de 2009 na América do Norte e em 28 de Agosto de 2009 na Europa; a versão para Microsoft Windows foi lançada em 15 de Setembro de 2009 na América do Norte e em 18 de Setembro de 2009 na Europa.
Arkham Asylum, escrito pelo veterano escritor do Batman Paul Dini, é baseado no mito de longa duração da banda desenhada, em oposição à maioria dos outros jogos do Batman, que são adaptações do personagem em outras mídias além da fonte de material. O Coringa, arqui-inimigo de Batman, iniciou um plano elaborado a partir do Asilo Arkham, onde muitos dos outros vilões do Batman foram encarcerados. Batman investiga e descobre que o Coringa está tentando criar um exército de criaturas como Bane, e quer ameaçar Gotham City, Batman é forçado a pôr um fim aos planos do Coringa. Os principais personagens do jogo são interpretados pelos atores do DC Animated Universe, ou seja, Kevin Conroy, Mark Hamill e Arleen Sorkin reprisando seus papéis de Batman, Coringa e Harley Quinn, respectivamente. O jogo de ação e aventura é jogado em perspectiva de terceira pessoa com foco principal nas habilidades de combate do Batman, sua invisibilidade e habilidades de detetive, e um arsenal de gadgets que podem ser usados tanto em combate quanto em exploração.
Aclamado pela crítica e vencedor de diversos prêmios, o jogo foi um sucesso de vendas. Em 11 de maio de 2010, a versão Jogo do Ano de Batman: Arkham Asylum foi lançada nos Estados Unidos. Esta edição inclui quatro novos mapas de desafio e é embalada com dois pares de óculos que podem ser utilizados para jogar o jogo em 3D em qualquer televisor regular 2D, utilizando TriOviz, um novo tipo de técnica de imagem anáglifa. Mais jogos se seguiram na série Batman: Arkham, começando pela sequência Batman: Arkham City em 2011.
No dia 18 de maio de 2016, a Rocksteady Studios e a Warner Bros. em parceria com a Virtuos Games revelaram a coletânea Batman: Return to Arkham que trouxe o jogo Batman: Arkham Asylum e seu sucessor Batman: Arkham City totalmente remasterizados com a Unreal Engine 4 com versões para Xbox One e Playstation 4. A coletânea foi lançada em 18 de outubro de 2016.

## Jogabilidade

Batman usa seu modo detetive para resolver enigmas e seguir inimigos de outra forma invisíveis pelo jogo. Inimigos armados são identificados por imagens de raio-x vermelhas, enquanto azul identifica outros personagens (não armados, inconscientes, mortos ou amigos).

Batman: Arkham Asylum é jogado como jogo de ação-aventura em uma perspectiva de terceira pessoa. O jogador controla Batman enquanto ele faz seu caminho pela ilha e estruturas do Asilo Arkham. Além de correr, pular e se agachar, Batman também pode planar de grandes alturas com sua capa, e usar sua arma de gancho para subir em pequenos obstáculos ou escapar e se esconder de inimigos em gárgulas. Para seguir o Coringa e outros inimigos, o jogador pode mudar para o "modo detetive", que ativa um visor especial do capuz do Batman. Nesse modo, a maior parte do mundo é mostrada em cores escuras, porém objetos de interesse e pessoas ficam em destaque, incluindo uma limitada habilidade de raio-x para detectar a localização de pessoas. Objetos especiais que Batman pode interagir, tanto diretamente ou por meio de seus vários dispositivos conquistados através do jogo, também ficam em destaque. Em algumas seções do jogo, o modo detetive pode ser aumentado para detectar compostos, digitais e outras pistas, que são usadas para direcionar o jogador para a próxima localidade a ser explorada.
Os dispositivos incluem o bat-arangue, um composto spray explosivo, arma de gancho e um escaneador de frequências que pode ser usado para sobrecarregar painéis de controle. Alguns desses dispositivos podem ser usados tanto na exploração normal do mundo quanto em combate. O mundo de jogo, embora apresentado de uma forma linear, permite a exploração em qualquer momento e dispositivos recém obtidos frequentemente podem ser usados para acessar áreas que eram anteriormente inacessíveis. A exploração do mundo é encorajada pelas pistas deixadas pelo Charada para Batman achar; além de objetos para serem coletados, alguns enigmas do Charada requerem que o jogador procure um certa área relacionada a resposta do enigma e escaneá-la com o visor do Batman. A resolução desses enigmas destrava conteúdos adicionais para o jogo, incluindo níveis de desafios que testam as habilidades do jogador no sistema de combate do jogo, como também biografias dos personagens, entrevistas com os pacientes do asilo e detalhados troféus de personagens. Enigmas, como também a derrota de inimigos, leva a pontos de experiência que podem ser gastados na compra de várias aprimorações do equipamento de Batman, assim como também habilidades e vida, a qualquer momento.
O jogo utiliza um sistema de combate de "livre fluxo", realizado no uso de três botões primários: ataque, tonteio e contra ataque para enfatizar o sistema primariamente físico que o Batman emprega. Além disso, Batman pode usar bat-arangues e sua bat-garra como ferramentas suplementares de combate que podem ajudar a estender combos. Contra atacando ataques de oponentes também podem estender o combo; um breve indicador é mostrado em dificuldades baixas para que o jogador saiba que ele será atacado. Pelo encadeamento de combos regulares e de contra ataque, o jogador pode construir pontos de experiência maiores. Quando o combo ultrapassa um certo ponto, o jogador pode acessar ataques especiais adicionais que podem derrubar o inimigo com um golpe. Batman pode receber danos de seus oponentes, e pode ser derrubado e morto se sua vida cair muito; quando o combate é terminado, Batman recupera uma porção de sua vida relativa a experiência conseguida no combate. Enquanto o jogo progride, Batman batalha com oponentes com facas, bastões de tonteio e armas de fogo, que necessitam de diferentes táticas.
O jogador pode também empregar táticas estilo "Predador" através de stealth para virar as chances a seu favor. Isso incluí derrubadas silenciosas, como arrebatar um inimigo em pleno voo ou usar compostos explosivos  e objetos destrutíveis para derrubar os oponentes. Algumas áreas apresentam seções que requerem que o jogador empregue essas táticas para evitar alertar os capangas do Coringa. Áreas mais difíceis utilizam bombas nas gárgulas para evitar que Batman as use, fazendo com que o jogador encontre outros modos de atacar os oponentes.
Na versão Jogo do Ano, há a opção "Play as the Joker" (Jogue como o Coringa) onde é possível jogar como o Coringa, realizando diversas missões na pele do inimigo de Batman. O jogador pode fazer uso de dentaduras explosivas, gases venenosos, golpes cômicos variados, entre outros artifícios do Coringa para atacar guardas e médicos da ilha. É necessário baixar uma ferramenta pela internet, via PS3, que possibilita o uso desta opção.

## Enredo
O Coringa ataca o Gabinete do Prefeito de Gotham, porém é derrotado pelo Batman que o leva até o Asilo Arkham. Devido a um recente incêndio na Prisão de Blackgate, um grande número de prisioneiros em perfeitas condições mentais foram temporariamente relocados para Arkham, muitos dos quais estão na gangue do Coringa. Enquanto Batman acompanha os guardas levando o Coringa para dentro, a segurança de Arkham é tomada pela Arlequina, permitindo que o Coringa escape e tome controle da instalação. Batman rapidamente percebe que esses eventos, incluindo o incêndio em Blackgate, são todos parte de um plano do Coringa, e que o Coringa subornou um guarda de segurança para deixá-lo escapar. O Coringa ameaça detonar várias bombas espalhadas por Gotham se alguém tentasse entrar em Arkham, forçando Batman a trabalhar sozinho; porém ele consegue contar com a colaboração do Comissário Gordon e outros guardas leais depois do Batman libertá-los. Além deles, o Oráculo consegue ajudá-lo a se guiar pela ilha com o rádio. Batman consegue ter acesso a uma Batcaverna adjunta que ele construíu anos antes.
Batman eventualmente descobre que o Coringa está procurando um composto químico chamado de Titan, que está sendo produzido no Asilo. O composto é baseado na droga Venom, que dá a Bane sua super força, entretanto a fórmula Titan é muito mais potente. O Coringa planeja usar a fórmula Titan em vários prisioneiros de Blackgate para criar um poderoso exército, junto com as plantas da Hera Venenosa, que sofrem mutações pela ilha. Ele também planeja despejar o produto extra da produção de Titan no suprimento de água de Gotham, que podem causar efeitos desastrosos na cidade.
Batman, depois de derrotar vários de seus arqui-inimigos, volta para a Batcaverna e cria um antídoto para o Titan, porém ele tem tempo de sintetizar apenas uma dose antes das plantas Titan da Hera Venenosa destruírem seu computador. Depois de derrotar as plantas mutantes e Hera, o Coringa convida Batman para sua "festa", onde Batman vê o Coringa segurando Scarface, sentado em um trono de manequins. O Coringa revela que ele capturou Gordon e tenta injetá-lo com o composto Titan através de um dardo. Batman pula na frente da linha de atiro e é atingido no lugar de Gordon. Ele tenta resistir a mutação, enfurecendo o Coringa até que ele atire um dardo Titan em si mesmo, se tornando um monstro enorme. Em sua nova forma, o Coringa se exibe com orgulho para os helicópteros de notícias. Ele tenta persuadir o Batman a não resisitir a mutação e se tornar um monstro também. Batman recusa e injeta o antídoto nele mesmo. Maravilhado com a decisão dele, o Coringa ataca Batman diretamente e com seus capangas. No final, Batman consegue derrotá-lo cobrindo sua mão com gel explosivo e dando um grande soco do maxilar do Coringa. O Coringa volta ao seu estado original e é levado a sua cela, enquanto a polícia de Gotham retoma o controle da ilha.
Enquanto conversa com Gordon, Batman ouve uma chamado no rádio da polícia dizendo que o Duas-Caras entá roubando o Segundo Banco Nacional de Gotham, ele então chama a Bat-asa e voa de volta para Gotham. Depois dos créditos finais, uma caixa de metal com a palavra Titan é vista flutuando na água, e uma mão de um vilão, que puxa a caixa para debaixo da água, (Há três cenas diferentes, se o jogo for zerado no modo Easy, quem puxa a caixa é o Crocodilo, se for zerado no modo Médium, quem puxa é o Espantalho e se for zerado no modo Hard, quem puxa a caixa é o Bane). Este final serve como uma chamada para outro jogo, Batman: Arkham City.

### Personagens
Batman, junto com seus aliados Oráculo e Comissário Gordon aparecem no jogo. Além do Coringa e sua parceira, Arlequina, Batman encontra outros inimigos.  Ele deve se defender de um enraivecido Bane, furtivamente derrotar Victor Zsasz antes que ele machuque médicos e guardas inocentes, encontrar seu caminho em pesadelos induzidos pelas drogas alucinógenas do Espantalho, e silenciosamente coletar amostras de plantas localizadas no covil do Crocodilo. Batman também enfrenta a Hera Venenosa. O Charada não aparece fisicamente no jogo, porém ele se comunica com Batman para desafiá-lo a encontrar pistas escondidas que ele colocou ao redor da ilha.
Outros aliados e inimigos do Batman são apresentados na forma de informações de personagens que podem ser destravadas encontrando as pistas do Charada, frequentemente ao achar objetos ou áreas relacionadas a um personagem, como um conjunto de guarda-chuvas representando o Pinguim. Jack Ryder pode ser ouvido relatando a situação em Arkham. Apesar de não visível ele próprio, a cela congelada especial para o Senhor Frio pode ser vista no jogo; celas similares podem ser encontradas para personagens como Duas-Caras e Homem-Calendário. Cara-de-Barro faz uma pequena ponta no jogo, porém nunca em sua forma verdadeira, se transformando em vários outros personagens para confundir o jogador para libertá-lo. O corpo de Ra's Al Ghul pode ser visto no necrotério, entretanto, quando o jogador retorna para a sala mais tarde no jogo, o corpo desapareceu. Scarface faz três pontas no jogo, uma em um pesadelo do Espantalho, uma em exposição na Mansão Arkham e outra junto com o Coringa no final do jogo.
Ao resolver as charadas do Charada, são liberadas biografias e informações de personagens que não aparecem fisicamente no jogo, como O Pinguim, o Grande Tubarão Branco, Tweedledee e Tweedledum, Amadeus Arkham, o Vagalume, Ra's al Ghul (cujo corpo pode ser visto no escritório da Dra. Young), Duas-Caras, a Mulher Gato, o Senhor Frio, o Ventríloquo e Scarface, o Cara de Barro (que pode se visto em sua cela na Penitenciária, na pele de outros personagens), Hugo Strange, o Chapeleiro Louco, o Máscara Negra, o Silêncio, o Mariposa Assassina, o Homem-Calendário, Prometheus, Maxie Zeus, Jack Ryder, o Caça-Rato, Humpty Dumpty, entre outros.
Três vozes originais retornam a seus personagens das séries de TV da DC Animated Universe, Kevin Conroy como Batman, Mark Hamill como Coringa e Arleen Sorkin como Arlequina, que interpretaram esses papéis em Batman: The Animated Series. Além deles, os dubladores Steven Blum, Cree Summer, Tom Kane, Dino Andrade, Tasia Valenza, Wally Wingert, Fred Tatasciore e James Horan interpretam, respectivamente, Crocodilo, Dra. Young, Comissário Gordon, Espantalho, Hera Venenosa, Charada, Bane e Jack Ryder.

## Prêmios e Avaliações
O jogo recebeu muitos elogios da crítica especializada, ganhando uma pontuação de 92/100 no site agregador de críticas Metacritic. Também foi indicado para a melhor jogo do ano pela VGA e eleito o Melhor Jogo de Ação de 2009 pela Revista Arkade. Recebeu indicações para Melhor Design de jogo, Melhor redação e Jogo do ano na Game Developers Choice Awards, uma das principais premiações da indústria de videogames.